# ブルガリアの愛人
『ブルガリアの愛人』（ブルガリアのあいじん、西: Los novios búlgaros, 英: The Bulgarian Lovers）は、2002年に製作されたスペインの映画。
エロイ・デ・ラ・イグレシア監督。
日本では、2004年7月18日に第13回東京国際レズビアン&ゲイ映画祭にて上映された。

## キャスト
- ダニエル：フェルナンド・ギラン・ゲルヴォ
- キリル：ドリタン・ビーバ